# EVI2B
EVI2B‏ (Ecotropic viral integration site 2B) هوَ بروتين يُشَفر بواسطة جين EVI2B في الإنسان.